# هرم بزرگ جیزه
هرم بزرگ جیزه (که همچنین با نام هرم خوفو یا خئوپس هم شناخته می‌شود) قدیمی‌ترین و بزرگ‌ترین هرم از مجموعه سه‌گانه اهرام مصر است. این هرم در شهر جیزه مصر واقع شده‌است و قدمت آن به حدود ۲۵۶۰ سال پیش از میلاد برمی‌گردد. باستان‌شناسان بر این باورند که در واقع این هرم به عنوان مقبره‌ای برای فرعون خوفو مصر و به دستور او و طی مدت ۱۰ تا ۲۰ سال ساخته شده‌است. این بنا جزو عجایب هفتگانه جهان است. سنگ بکار رفته در این هرم به قدری است که می‌توان با آن دور دنیا را دیواری به ارتفاع ۵۰ سانتی متر کشید
این هرم با ارتفاع ۱۴۶/۶ متر از ۳۸۰۰ سال قبل تا پیش از ساخت برج ایفل ، بلندترین ساختهٔ دست انسان محسوب می‌شد. پوشش بیرونی این هرم از سنگ آهک بوده که امروزه فقط بخشی از آن در اطراف پایه‌ها دیده می‌شود و سطح ناهموار دیواره‌های هرم در واقع مصالح زیرین آن است. این پوشش در زمان قدیم باعث بازتاب نور خورشید شده و این هرم همانند مرواریدی در بیابان‌های مصر می‌درخشیده‌است. نظریه‌های علمی زیادی در مورد روش ساخت این هرم مطرح شده که مهم‌ترین آن «برداشتن سنگ از معدن، کشیدن، بلند کردن و قراردادن در محل ساخت هرم» است.
در هرم بزرگ، ۳ اتاق شناخته شده وجود دارد. به ترتیب بالاترین اتاق که به «اتاق پادشاه اصغو» معروف است، سپس «اتاق ملکه کیبرا» و پایینی‌ترین اتاق که در سنگ بنای هرم کنده‌کاری شده و به نظر ناتمام رها شده‌است. در مجموعه اهرام جیزه ۳ هرم کوچکتر ساخته شده که برای همسران دیگر فرعون بوده‌اند.

## تاریخچه

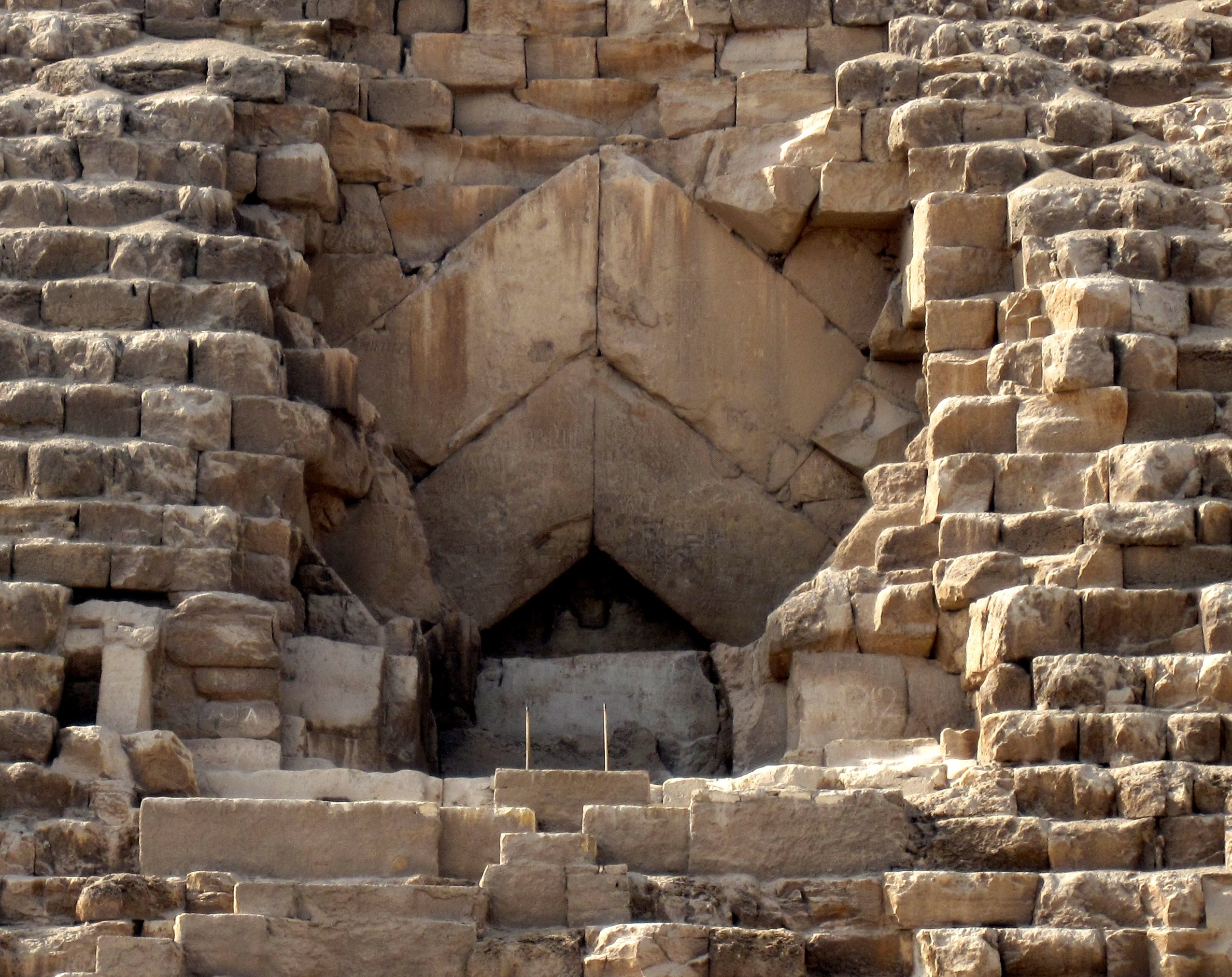
ورودی هرم خوفو

مصرشناسان بر این باورند که این هرم در واقع مقبره ای برای فرعون چهارم خوفو (خئوپس) و در طول ۲۰ سال ساخته شده است. این هرم حدود ۱۴۷ متر ارتفاع دارد. این هرم که همراه با ده هرم کوچک‌تر در خارج از قاهره - در مصر- قرار دارند، به دستور خوفو یا خئوپس، فرعون سلسله چهارم، ساخته شد.
مصریان باستان به زندگی پس از مرگ اعتقاد فراوانی داشتند و این هرم در واقع مکان مقبره و محل زندگی فرعون پس از مرگ او به‌شمار می‌آمده است از آنجایی که گنجینه فرعون نیز همراه با او در این هرم قرار داده می‌شد، راه ورود به مقبره بسیار پیچیده و تودرتو است و تعداد زیادی از سازندگان و مهندسین آن نیز در راهروهای آن ناپدید شدند.
هر ضلع قاعده هرم ۲۳۰ متر طول دارد و در ساخت آن از حدود ۲٬۳۰۰٬۰۰۰ بلوک به وزن متوسط ۲٫۵ تن استفاده شده است. تاریخ شروع به ساخت این بنای عظیم ۲۵۶۹ قبل از میلاد، هم‌زمان با شروع فرمانروایی خوفو و تاریخ اتمام آن حدود ۲۵۴۹ قبل از میلاد تخمین زده شده است. هرم جیزه تنها بازمانده عجایب هفت‌گانه است.

### هرودوت
تاریخ‌نگار یونانی، هرودوت، یکی از نخستین نویسندگان برجسته‌ای بود که دربارهٔ هرم بزرگ بحث کرد.
تاریخ‌نگار یونانی باستان، هرودوت، که در قرن پنجم پیش از میلاد می‌نوشت، یکی از نخستین نویسندگان برجسته‌ای است که به هرم اشاره کرده است. او در کتاب دوم اثر خود، تواریخ، به تاریخ مصر و هرم بزرگ می‌پردازد. این گزارش بیش از ۲۰۰۰ سال پس از ساخت این بنا تهیه شده است، به این معنی که هرودوت دانش خود را عمدتاً از منابع غیرمستقیم گوناگونی، از جمله مقامات و روحانیون رده پایین، مصریان محلی، مهاجران یونانی و مترجمان خود هرودوت به دست آورده بود. بر این اساس، توضیحات او ترکیبی از توصیفات قابل فهم، مشاهدات شخصی، گزارش‌های نادرست و افسانه‌های خیالی را ارائه می‌دهد؛ در نتیجه، بسیاری از اشتباهات و سردرگمی‌های گمانه‌زنی دربارهٔ این بنا را می‌توان در آثار هرودوت ردیابی کرد.
هرودوت می‌نویسد که هرم بزرگ توسط خوفو (که در یونانی به نام خئوپس شناخته می‌شود) ساخته شده است، کسی که او به اشتباه نقل می‌کند پس از دوره رامسسی (دودمان نوزدهم و بیستم) حکومت می‌کرد. هرودوت ادعا می‌کند که خوفو پادشاهی ستمگر بود، که ممکن است دیدگاه یونانیان را مبنی بر اینکه چنین بناهایی فقط از طریق استثمار بی‌رحمانه مردم به وجود می‌آیند، توضیح دهد. هرودوت بیان می‌کند که گروه‌های ۱۰۰۰۰۰ کارگر در شیفت‌های سه‌ماهه روی این ساختمان کار می‌کردند و ساخت آن ۲۰ سال طول کشید. در ده سال اول، یک گذرگاه عریض ساخته شد که به گفته هرودوت، تقریباً به اندازه ساخت خود اهرام چشمگیر بود. طول آن تقریباً ۱ کیلومتر (۰٫۶۲ مایل) و عرض آن ۲۰ یارد (۱۸٫۳ متر) بود و تا ارتفاع ۱۶ یاردی (۱۴٫۶ متر) بالا می‌رفت و از سنگ‌های صیقلی و حکاکی شده با نقش‌ها تشکیل شده بود.
در تپه‌ای که اهرام در آن قرار دارند، اتاق‌های زیرزمینی ساخته شده بود. اینها قرار بود محل دفن خود خوفو باشند و از طریق کانالی که از رود نیل آورده شده بود، آب تأمین می‌شدند. هرودوت بعداً می‌گوید که در هرم خفرع (در کنار هرم بزرگ)، نیل از طریق یک گذرگاه ساخته شده به جزیره‌ای جریان می‌یابد که خوفو در آن دفن شده است. حواس این را اشاره‌ای به «چاه اوزیریس» می‌داند که در گذرگاه خفرع، در جنوب هرم بزرگ واقع شده است.
هرودوت شرح می‌دهد که بر روی نمای بیرونی هرم کتیبه‌ای وجود داشت که به گفته مترجمانش، مقدار ترب، سیر و پیازی را نشان می‌داد که کارگران هنگام کار بر روی هرم می‌خوردند. این می‌تواند یادداشتی از کارهای مرمتی باشد که خعموست، پسر رامسس دوم، انجام داده بود. ظاهراً، همراهان و مترجمان هرودوت نمی‌توانستند خط هیروگلیف را بخوانند یا عمداً اطلاعات نادرستی به او داده بودند.

### دیودور سیسیلی
بین سال‌های ۶۰ تا ۵۶ پیش از میلاد، تاریخ‌نگار یونانی باستان، دیودور سیسیلی، از مصر بازدید کرد و بعداً کتاب اول کتابخانه تاریخی خود را به این سرزمین، تاریخ و بناهای یادبود آن، از جمله هرم بزرگ، اختصاص داد. اثر دیودور از تاریخ‌نگاران گذشته الهام گرفته بود، اما او خود را از هرودوت، که دیودور ادعا می‌کند داستان‌ها و افسانه‌های شگفت‌انگیزی نقل می‌کند، متمایز کرد. احتمالاً دیودور دانش خود را از اثر گمشده هکاتائوس آبدرایی به دست آورده بود، و مانند هرودوت، او نیز سازنده هرم، «خمیس»، را پس از رامسس سوم قرار می‌دهد. طبق گزارش او، نه خمیس (خوفو) و نه خفرن (خفرع) در اهرام خود دفن نشدند، بلکه در مکان‌های مخفی، از ترس اینکه مردمی که ظاهراً مجبور به ساخت این بناها شده بودند، برای انتقام به دنبال اجساد آنها بگردند. دیودور با این ادعا، ارتباط بین ساخت اهرام و برده‌داری را تقویت کرد.
به گفته دیودور، پوشش هرم در آن زمان هنوز در وضعیت بسیار خوبی قرار داشت، در حالی که قسمت بالایی هرم از سکویی به ارتفاع ۶ ذراع (۳٫۱ متر؛ ۱۰٫۳ فوت) تشکیل شده بود. دربارهٔ ساخت هرم، او خاطرنشان می‌کند که با کمک سطح شیب‌دار ساخته شده است، زیرا هنوز ابزار بالابر اختراع نشده بود. هیچ اثری از سطح شیب‌دار باقی نمانده بود، زیرا پس از اتمام اهرام برداشته شدند. او تعداد کارگران لازم برای ساخت هرم بزرگ را ۳۶۰۰۰۰ نفر و زمان ساخت را ۲۰ سال تخمین زد. مشابه هرودوت، دیودور نیز ادعا می‌کند که در ضلع هرم نوشته‌ای حک شده است که «[قیمت] سبزیجات و داروهای مسهل [پرداخت شده] به کارگران در آنجا بیش از شانزده صد تالنت بود.»

### استرابو
جغرافی‌دان، فیلسوف و تاریخ‌نگار یونانی، استرابو، حدود ۲۵ سال پیش از میلاد، مدت کوتاهی پس از الحاق مصر توسط رومیان، از این کشور بازدید کرد. او در اثر خود، جغرافیا، استدلال می‌کند که اهرام محل دفن پادشاهان بوده‌اند، اما به نام پادشاهی که در این بنا دفن شده است اشاره نمی‌کند. استرابو همچنین می‌گوید: «در ارتفاع متوسطی از یکی از اضلاع، سنگی وجود دارد که می‌توان آن را بیرون آورد؛ پس از برداشتن آن، گذرگاهی مورب به مقبره وجود دارد.» این گفته گمانه‌زنی‌های زیادی را برانگیخته است، زیرا نشان می‌دهد که در آن زمان می‌توان به هرم وارد شد.

### پلینی بزرگ
در دوران امپراتوری روم، پلینی بزرگ استدلال می‌کند که از «پل» برای حمل سنگ‌ها به بالای هرم بزرگ استفاده می‌شده است.
نویسنده رومی، پلینی بزرگ، که در قرن اول پس از میلاد می‌نوشت، استدلال کرد که هرم بزرگ یا برای «جلوگیری از بیکار ماندن طبقات پایین» یا به عنوان اقدامی برای جلوگیری از افتادن ثروت فرعون به دست رقبای او یا جانشینانش ساخته شده است. پلینی دربارهٔ فرعون مورد نظر گمانه‌زنی نمی‌کند و صریحاً خاطرنشان می‌کند که «تصادف نام کسانی را که چنین یادبودهای عظیم از غرور خود برپا کردند، به فراموشی سپرده است».
او در تأمل دربارهٔ چگونگی حمل سنگ‌ها به چنین ارتفاع عظیمی دو توضیح ارائه می‌دهد: یا توده‌های عظیمی از نیترات و نمک در مقابل هرم انباشته شده بودند که سپس با آب منحرف شده از رودخانه ذوب شدند. یا «پل‌هایی» ساخته شده بودند که آجرهای آنها بعداً برای ساخت خانه‌ها توزیع شد، و استدلال می‌کند که سطح رودخانه برای رساندن آب از طریق کانال‌ها به بالای هرم بسیار پایین است. پلینی همچنین نقل می‌کند که «در داخل بزرگترین هرم، چاهی به عمق هشتاد و شش ذراع [۴۵٫۱ متر؛ ۱۴۷٫۸ فوت] وجود دارد که گمان می‌رود با رودخانه ارتباط دارد». او همچنین روشی را که توسط تالس ملطی برای تعیین ارتفاع هرم با اندازه‌گیری سایه آن کشف شده بود، شرح می‌دهد.

### اواخر دوران باستان و قرون وسطی
در اواخر دوران باستان، تفسیر نادرستی از اهرام به عنوان «انبارهای یوسف» رواج یافت. نخستین شاهد متنی این ارتباط در سفرنامه‌های زائر مسیحی زن، اژریا، یافت می‌شود که ثبت می‌کند در بازدید خود بین سال‌های ۳۸۱ تا ۳۸۴ پس از میلاد، «در مسیر دوازده مایلی بین ممفیس و بابل [= قاهره قدیم] اهرام بسیاری وجود دارد که یوسف برای ذخیره غلات ساخته بود.» ده سال بعد، این کاربرد در سفرنامه ناشناس هفت راهبی که از اورشلیم برای دیدار با زاهدان مشهور مصر راهی شده بودند، تأیید می‌شود، جایی که آنها گزارش می‌دهند که «انبارهای یوسف را دیدند، جایی که او در دوران کتاب مقدس غلات را ذخیره می‌کرد.»
این کاربرد در اواخر قرن چهارم در رساله جغرافیایی کوسموگرافیا، که توسط ژولیوس هونوریوس در حدود سال ۳۷۶ پس از میلاد نوشته شده است، بیشتر تأیید می‌شود، که توضیح می‌دهد اهرام «انبارهای یوسف» نامیده می‌شدند. این اشاره از ژولیوس مهم است، زیرا نشان می‌دهد که این شناسایی در حال گسترش از سفرنامه‌های زائران بود. در سال ۵۳۰ پس از میلاد، استفانوس بیزانسی در اثر خود اتنیکا این ایده را بیشتر بسط داد و نوشت که کلمه «هرم» با کلمه یونانی πυρός (pyros) به معنای گندم مرتبط است.
گفته می‌شود که خلیفه عباسی، مأمون (۷۸۶–۸۳۳ میلادی)، در ضلع هرم بزرگ تونل حفر کرده است.
در قرن هفتم پس از میلاد، خلافت راشدین مصر را فتح کرد و به چندین قرن حکومت روم شرقی پایان داد. چند قرن بعد، در سال ۸۳۲ پس از میلاد، گفته می‌شود که خلیفه عباسی، مأمون (۷۸۶–۸۳۳)، در ضلع این بنا تونل حفر کرد و گذرگاه صعودی و اتاق‌های متصل به آن را کشف کرد. در همین زمان، افسانه قبطی رواج یافت که ادعا می‌کرد پادشاه پیش از طوفان، سورید بن سلهوک، هرم بزرگ را ساخته است. یک افسانه به‌طور خاص نقل می‌کند که چگونه، سیصد سال قبل از طوفان بزرگ، سورید خواب وحشتناکی از پایان جهان دید، و بنابراین دستور ساخت اهرام را داد تا تمام دانش مصر را در خود جای دهند و تا به امروز باقی بمانند.
قابل توجه‌ترین روایت این افسانه توسط مسعودی (۸۹۶–۹۵۶) در کتاب اخبار الزمان او، در کنار داستان‌های خیالی دربارهٔ هرم، مانند داستان مردی که سه ساعت در چاه هرم سقوط کرد و داستان هیئتی که یافته‌های عجیبی در اتاق‌های داخلی بنا کشف کرد، ارائه شده است. الزمان همچنین گزارشی از ورود مأمون به هرم و کشف ظرفی حاوی هزار سکه را دربردارد که اتفاقاً هزینه باز کردن هرم را پوشش می‌داد. (برخی گمان می‌کنند که این داستان درست است، اما سکه‌ها توسط مأمون برای دلجویی از کارگرانش که احتمالاً از اینکه هیچ گنجی پیدا نکرده بودند، ناراضی بودند، کاشته شده بودند)
در سال ۹۸۷ پس از میلاد، کتاب‌شناس عرب، ابن ندیم، در کتاب الفهرست خود داستان خیالی دربارهٔ مردی نقل می‌کند که به اتاق اصلی یک هرم، که به گفته بایارد دوج، هرم بزرگ است، سفر کرد. به گفته ابن ندیم، شخص مورد نظر مجسمه‌ای از مردی را دید که لوحی در دست داشت و زنی که آینه‌ای در دست داشت. ظاهراً، بین این مجسمه‌ها یک «ظرف سنگی [با] درپوش طلا» وجود داشت. داخل ظرف «چیزی شبیه قیر» بود، و هنگامی که کاوشگر دست خود را داخل ظرف کرد، «ظرف طلایی در داخل آن پیدا شد». این ظرف، هنگامی که از ظرف خارج شد، پر از «خون تازه» بود که به سرعت خشک شد. اثر ابن ندیم همچنین ادعا می‌کند که اجساد یک مرد و یک زن در داخل هرم در «بهترین حالت حفظ ممکن» کشف شده‌اند.
نویسنده الکیسی، در اثر خود تحفة الالباب، داستان ورود مأمون را بازگو می‌کند، اما با کشف اضافی «تصویری از مردی در سنگ سبز»، که پس از باز شدن، جسدی پوشیده از زره طلایی مرصع به جواهرات را نشان داد. الکیسی ادعا می‌کند که جعبه‌ای را که جسد از آن بیرون آورده شده بود، دیده است و تأکید می‌کند که آن در کاخ پادشاه در قاهره قرار داشت. او همچنین می‌نویسد که وارد هرم شده و اجساد حفظ شده بسیاری را کشف کرده است. تلاش دیگری برای ورود به هرم به منظور یافتن گنج در دوران وزارت افضل شاهنشاه (۱۰۹۴–۱۱۲۱) ثبت شده است، اما پس از گم شدن یکی از اعضای گروه در گذرگاه‌ها، این تلاش متوقف شد.
دانشمند مسلمان، عبداللطیف بغدادی (۱۱۶۳–۱۲۳۱)، با دقت فراوان به مطالعه هرم پرداخت و در کتاب خود، شرح مصر، از آنها به عنوان آثار نبوغ مهندسی ستایش می‌کند. بغدادی علاوه بر اندازه‌گیری این بنا در کنار سایر اهرام جیزه، می‌نویسد که این بناها مطمئناً مقبره بوده‌اند، اگرچه او فکر می‌کرد که هرم بزرگ برای دفن آگاتودایمون یا هرمس استفاده می‌شده است. بغدادی در این فکر است که آیا این هرم پیش از طوفان بزرگ که در سفر پیدایش شرح داده شده است، وجود داشته است یا خیر، و حتی به‌طور خلاصه این ایده را مطرح کرد که این بنا یک ساختار پیش از آدم است. چند قرن بعد، تاریخ‌نگار مسلمان، مقریزی (۱۳۶۴–۱۴۴۲)، روایات مربوط به هرم بزرگ را در کتاب خود، الخیطاط، گردآوری کرد. علاوه بر تأکید مجدد بر اینکه مأمون در سال ۸۲۰ پس از میلاد به این بنا نفوذ کرده است، اثر مقریزی همچنین به تابوت موجود در اتاق‌های تابوت اشاره می‌کند و صریحاً خاطرنشان می‌کند که هرم یک قبر بوده است.
در اواخر قرون وسطی، هرم بزرگ به عنوان یک بنای تسخیر شده شهرت یافت. دیگران از ورود به آن می‌ترسیدند زیرا محل زندگی حیواناتی مانند خفاش‌ها بود.

## مصالح به کار رفته

برشی از هرم بزرگ

بلوک‌های سنگی استفاده شده در ساخت این هرم از جنس «سنگ آهک تورا» بوده که از معادن اطراف قاهره و رودها استخراج شده‌است. گفته می‌شود سنگهای استفاده شده که در این بنا یافت می‌شود وزنی معادل ۲۵ تا ۸۰ تن دارد و اعتقاد بر این است که از ۸۰۰ کیلومتر دورتر از محل ساخت هرم حمل شده باشد. مصریان باستان این سنگ‌ها را با کوبیدن قلم‌های چوبی که با آب خیس شده بودند برش داده‌اند. هنگامی که سنگ‌ها به قطعات با سایز مناسب می‌رسید توسط قایق در رودخانه نیل به محل ساخت هرم انتقال داده می‌شدند.

## پوشش بیرونی
در پایان ساخت هرم، کل سازه با سنگ آهک سفید پوشش داده شده‌است. در سال ۱۳۰۳ میلادی یک زلزله عظیم باعث فرو ریختن بسیاری از سنگ نماهای این سازه شد و امروزه فقط بخشی از آن در قسمت‌های پایه قابل مشاهده است.

## تئوری‌های روش ساخت
نظریه‌های بسیاری در مورد روش ساخت اهرام مطرح شده‌است که هیچ‌کدام به صورت ۱۰۰٪ مورد تأیید قرار نگرفته‌است. بسیاری بر این باورند که سنگ‌های این هرم از معادن برداشته شده، حمل می‌شده و سپس در جای خود قرار می‌گرفته‌است. یونانی‌ها بر این باور بودند که در ساخت این هرم از برده‌ها بهره‌کشی شده اما یافته‌های جدید نشان می‌دهد سازندگان این اهرام کارگرانی با تخصص بوده‌اند که در روستاهای اطراف زندگی خوبی داشته‌اند. نیروی کار مورد نیاز برای ساخت این هرم به‌طور متوسط ۱۴٫۵۰۰ نفر و در حداکثر ۴۰٫۰۰۰ نفر بوده‌است. بدون استفاده از ابزارهای فلزی، چرخ و دیگر ابزارها این هرم در طول مدت ۱۰ تا ۲۰ سال ساخته شده‌است.

## فضای داخل
ورودی اصلی هرم در ضلع شمالی و در ارتفاع ۱۷ متری از سطح زمین وجود دارد. در هرم بزرگ ۳ اتاق شناخته شده وجود دارد. به ترتیب بالاترین اتاق که به «اتاق پادشاه» معروف است، سپس «اتاق ملکه» و پایینی‌ترین اتاق که در سنگ بنای هرم کنده کاری شده‌است و به نظر ناتمام رها شده‌است. همچنین راهروها و دالان‌هایی با ابعاد بسیار کم که فقط برای عبور ربات‌های کوچک مناسب است کشف شده‌است. هنوز کاربرد بسیاری از این راهروها و اتاق‌ها ناشناخته باقی مانده‌است.

### اتاق ملکه
در اتاق ملکه ورودی یک راهروی بسیار باریک وجود دارد و در سال ۱۹۹۳ توسط مهندس آلمانی رباتی به داخل این راهرو فرستاده شد تا از آن عکسبرداری کند. پس از طی مسیری ۶۵ متری شیب دار به سمت بالا، ربات یک درب سنگی با ۲ دستگیره فلزی کشف کرد. پس از دریافت مجوز از مقامات مصری قرار بر این شد تا با حفاری یک سوراخ بسیار کوچک از پشت آن درب عکسبرداری شود. سپس در سال ۲۰۰۲ یک ربات دیگر جهت انجام اینکار فرستاده شد و از پشت درب عکسبرداری نمود. در عکس‌های گرفته شده مشاهده شد که در پشت درب اول با فاصله ۳۰ تا ۵۰ سانت ، یک درب دوم وجود دارد. تا به امروز مقامات مصری اجازه کشف ادامه این مسیر را نداده‌اند.

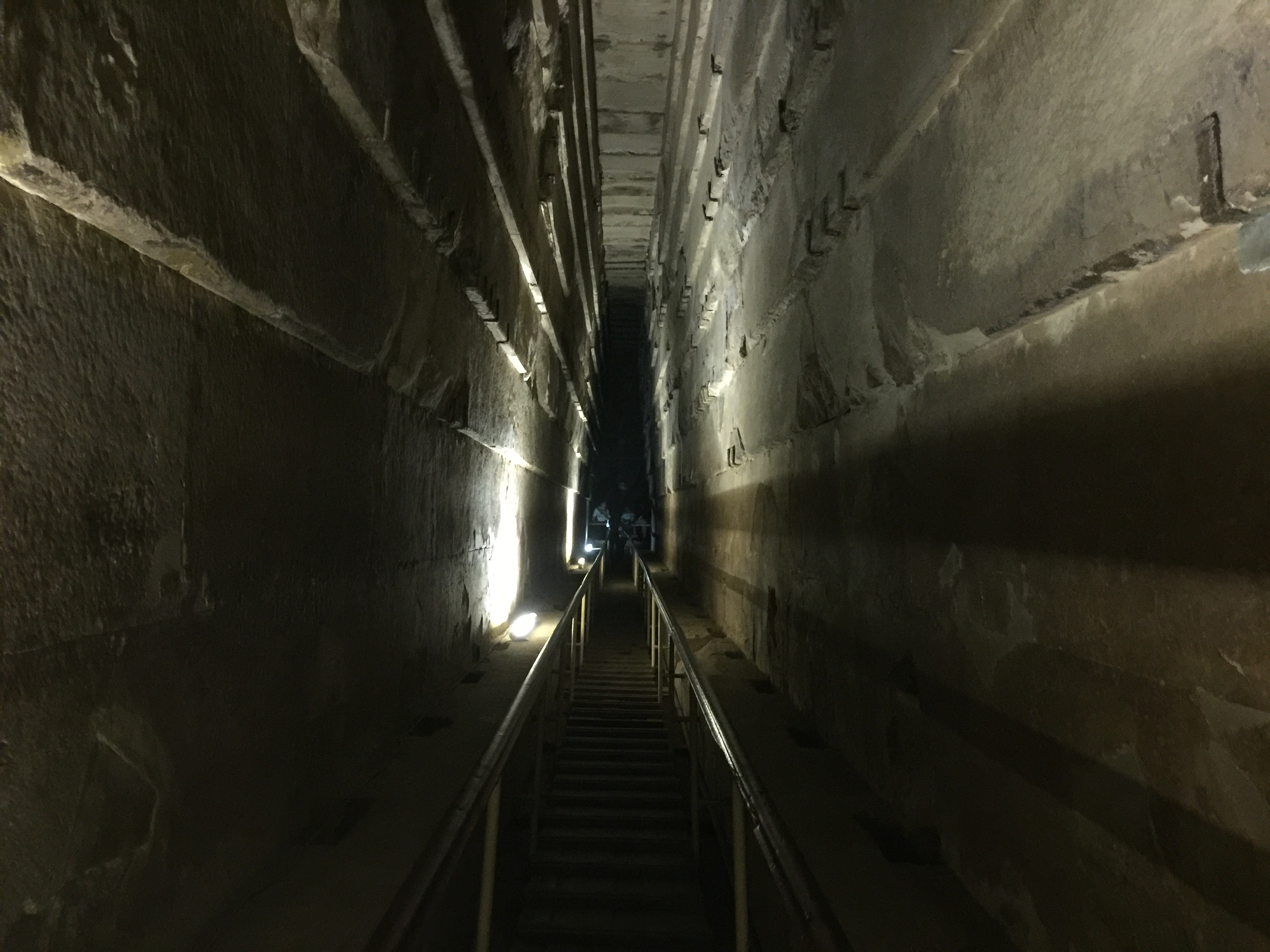
گالری بزرگ

### گالری بزرگ
گالری بزرگ با شیب صعودی در هرم وجود دارد و ارتفاع تا سقف آن ۸٫۶ متر است. در انتهای مسیر گالری یک سوراخ در سقف وجود دارد که به یکی از اتاق‌های دیگر منتهی می‌شود.

### حفره بزرگ
در سال ۲۰۱۷ دانشمندان با استفاده از تکنولوژی رادیوگرافی توانستند حفره‌ای بزرگ را که طول آن حداقل ۳۰ متر است، شناسایی کنند. این حفره در بالای گالری بزرگ واقع شده‌است و تاکنون راه دسترسی به آن پیدا نشده‌است. یک تیم ژاپنی دیگر نیز این کشف را تأیید کردند و عنوان کردند که این حفره شبیه هیچ‌کدام از اتاق‌ها و راهروهایی که تا به حال کشف شده نیست.

### اتاق پادشاه

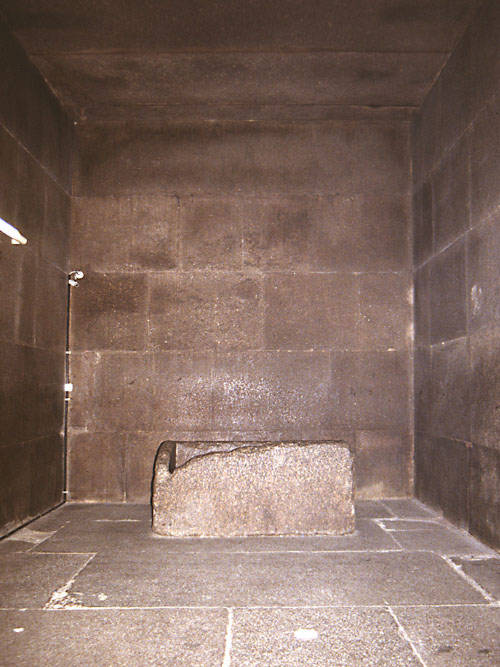
اتاق پادشاه

اتاق پادشاه با ارتفاع ۱۱ متر کمی بالاتر از مرکز هرم ساخته شده و شکل آن به صورت یک مکعب کامل است. در این اتاق دو راهروی بسیار باریک کشف شده که به بیرون هرم منتهی می‌شوند و اعتقاد بر این است که در واقع به سمت ستارگان صورت فلکی سگ بزرگ نشانه رفته‌است. مصر شناسان به مدت طولانی بر این باور بودند که این راهروها برای تهویه هوای اتاق بوده اما نظریه‌های جدید مطرح می‌کنند که این راهروها در واقع برای صعود روح فرعون به آسمان بوده‌است.
اتاق پادشاه کاملاً از گرانیت سخت ساخته شده که مجموع وزن آن‌ها ۴۰۰ تن می‌باشد. همچنین در این اتاق، یک تابوت گرانیتی بدون درب کشف شده که برای یک انسان معمولی کوتاه است.
همچنین گفته شده‌است یک گلوله سنگی بسیار سنگین و بزرگ در هرم خئوپوس وجود دارد که به عنوان تله از آن استفاده می‌شود. زمانی‌که روی یکی از پله‌ها پا گذاشته می‌شود این گلوله رها شده و ۹ بار از این سمت به آن سمت رفت و برگشت می‌کند و پس از اتمام ۹ بار، دوباره سر جای خود بازمی‌گردد.
در یکی از راهروهای بسیار باریک داخل هرم، که به علت باریکی قابلیت ورود انسان به آن وجود ندارد، یک تیم پژوهش، یک روبات کاوشگر به داخل آن فرستادند که در انتهای راهرو با یک دریچهٔ سنگی با دو دستهٔ آهنی مواجه شدند. پس از ایجاد سوراخی کوچک در این در، مشخص شد که یک در دیگر در امتداد راهرو وجود دارد، که تیم تجسس موفق به دسترسی به آن نشدند.
مصریان باستان به زندگی پس از مرگ اعتقاد داشته‌اند. در کنار تابوت شاهان فرعونی یک خمره گلی قرار می‌دادند که در آن چشم و قلب و کبد واعضای دیگر شاهان را قرار می‌دادند و براین باور بودند که اجساد مومیایی شده زنده می‌شوند و اجزای بدنشان را از درون خمره برمی‌دارند و سر جایش می‌گذارند و به زندگی معمولی‌شان ادامه می‌دهند.